# ANY Security Printing Company
ANY Security Printing Company (ungarsk: ANY Biztonsági Nyomda Nyrt.) er en ungarsk security printing virksomhed med hovedkvarter i Budapest. De driver forretning i Ungarn og Østeuropa. De fokuserer på sikkerhedsdokumenterende produkter som plastikkort, idkort, elektroniske dokumenter og transaktionsprintninger. Virksomheden har været børsnoteret på Budapest Stock Exchange siden 2005.